# Aeroportul Inus
Aeroportul Inus (IATA: IUS) este un aeroport din Autonomous Region of Bougainville⁠(d), Papua Noua Guinee.
Situat la o altitudine de 15 m, aeroportul dispune de o singură pistă.